# Universidad San Francisco de Quito
Die Universidad San Francisco de Quito (USFQ) ist eine private Universität in Quito.
Sie wurde 1980 von Santiago Gangotena González gegründet, jedoch erst am 28. Juni 1985 als solche offiziell registriert. Am 1. September 1988 öffnete die Universität ihre Türen für die damals 130 eingeschriebenen Studenten. Im Jahr 2012 hat sie ca. 4000 undergraduate Studenten und 430 postgraduate.
Der Sitz der privaten Universität liegt im Osten Quitos, im Tal von Cumbayá.
Bis 2005 war der ehemalige Präsident Ecuadors Rafael Correa Professor und Direktor der Abteilung für Wirtschaftswissenschaften an dieser Universität.

## Fachbereiche und Campus

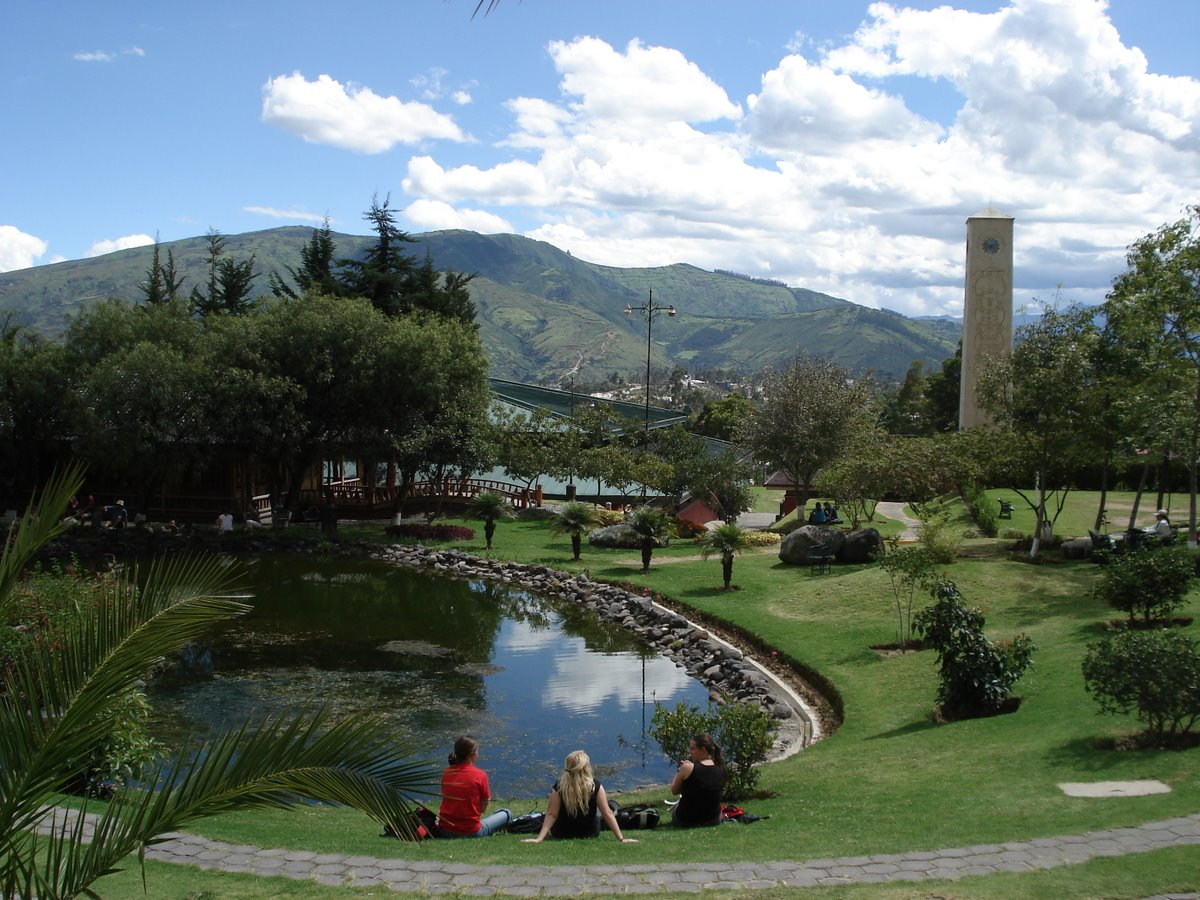
USFQ Campus, 2007
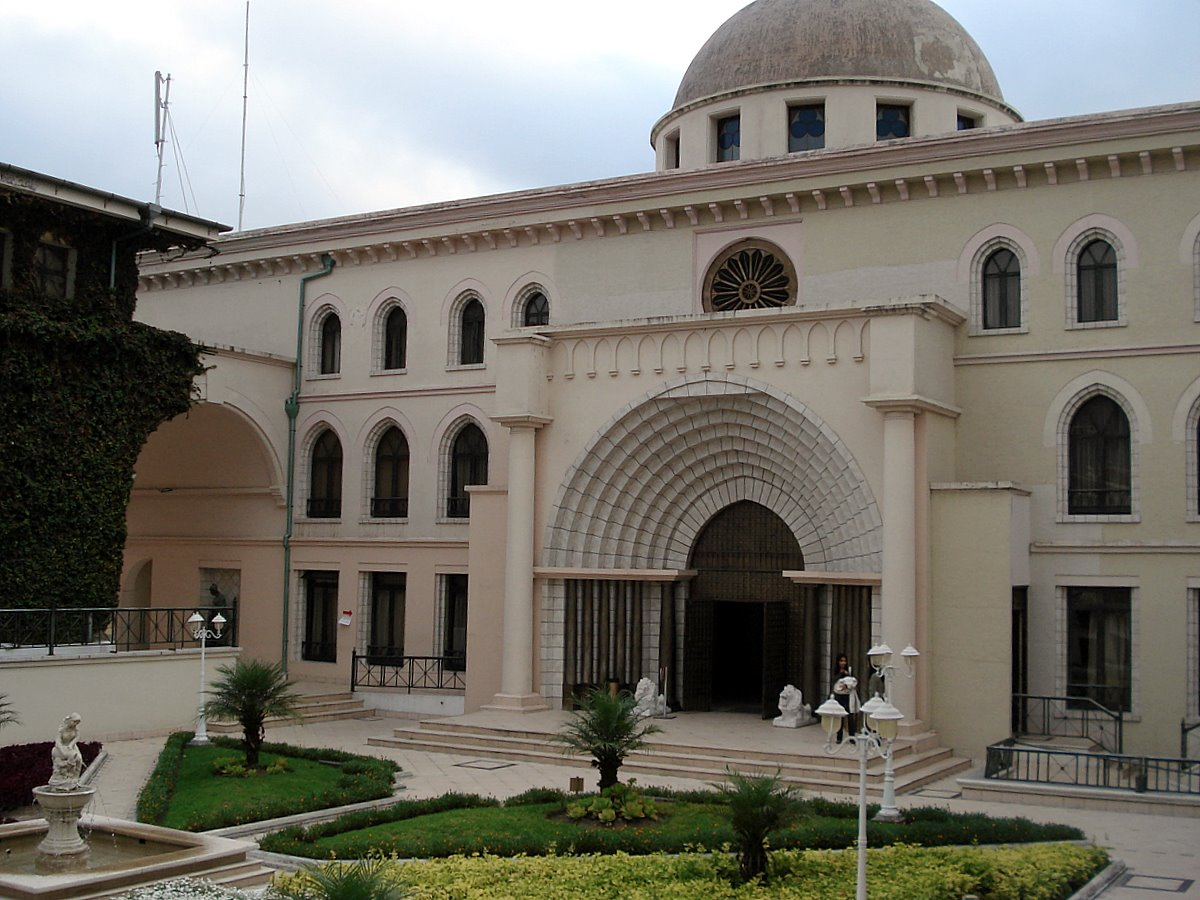
USFQ Campus
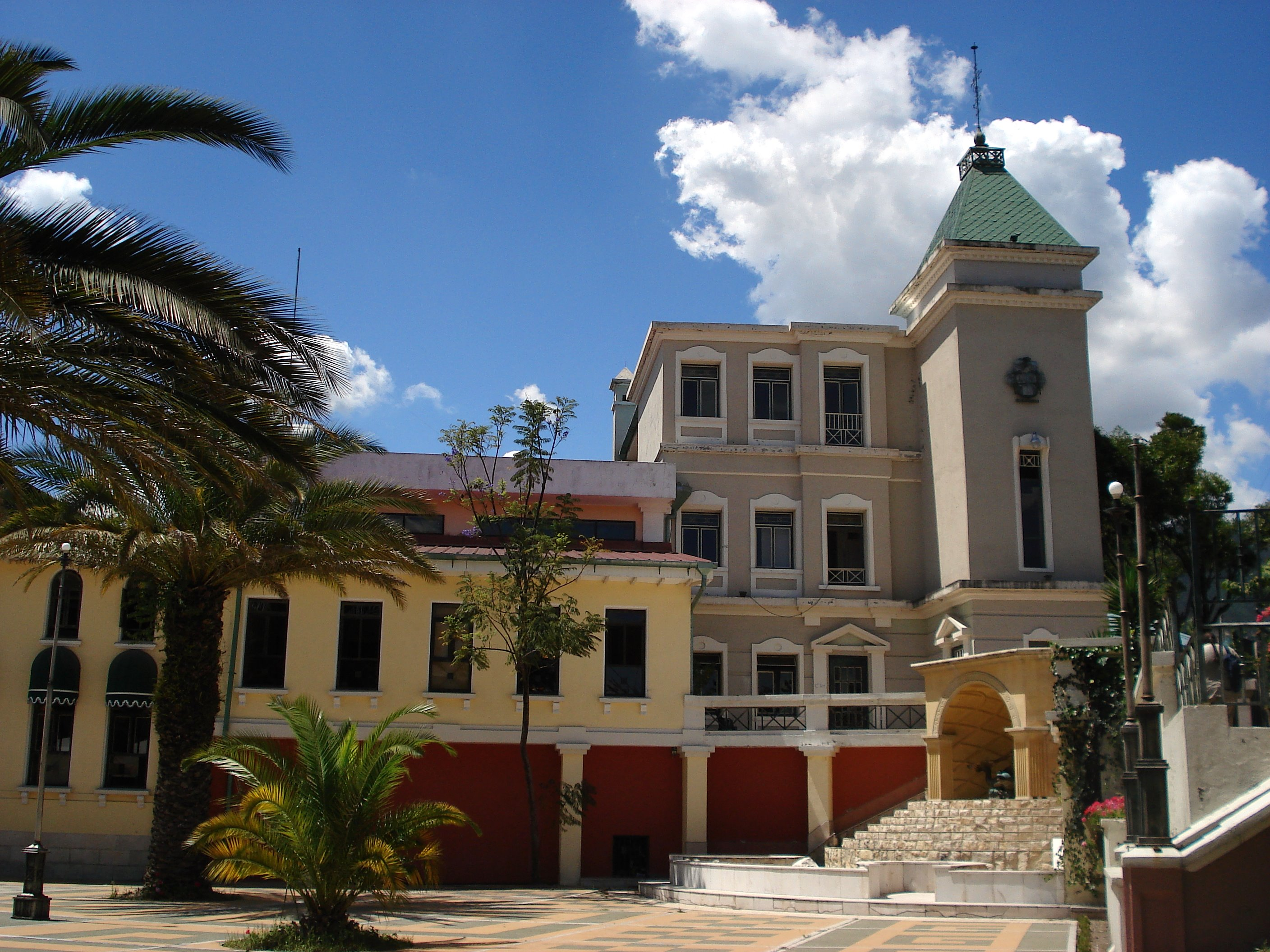
USFQ Campus
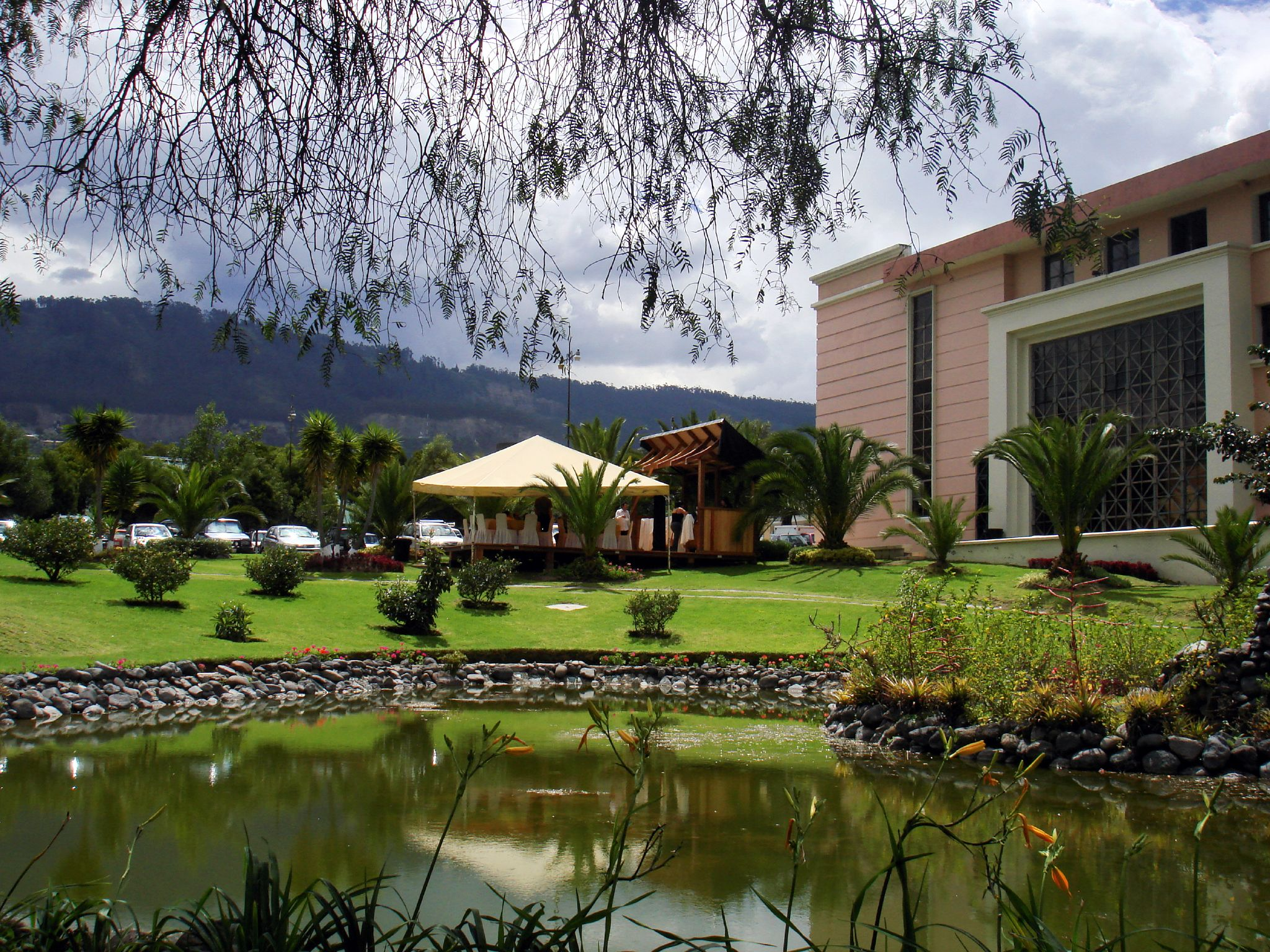
USFQ Campus

Seit 2012 hat die USFQ folgende Fachbereiche:
- Colegio de Administración y Economía – CADE (Betriebswirtschaft)
- Colegio de Arquitectura y Diseño Interior – CADI (Architektur und Innenarchitektur)
- Colegio de Ciencias Biológicas y Ambientales – COCIBA (Biologie)
- Colegio de Ciencias de la Salud – COCSA (Gesundheit)
- Colegio de Ciencias e Ingeniería – El Politécnico (Technik)
- Colegio de Ciencias Sociales y Humanidades – COCISOH (Geisteswissenschaften)
- Colegio de Comunicación y Artes Contemporáneas – COCOA (Kunst)
- Colegio de Hospitalidad, Arte Culinario y Turismo – CHAT (Tourismus und Hotellerie)
- Colegio de Jurisprudencia – JUR (Rechtswissenschaft)
- College of Music – COM (Musik)